# Ozero Tjornoje (sjö i Belarus, Brests voblast)
Ozero Tjornoje (ryska: Озеро Чёрное) är en sjö i Belarus.   Den ligger i voblasten Brests voblast, i den centrala delen av landet, 180 km söder om huvudstaden Minsk. Ozero Tjornoje ligger 137 meter över havet. Arean är 0,21 kvadratkilometer. Den sträcker sig 0,6 kilometer i nord-sydlig riktning, och 0,5 kilometer i öst-västlig riktning.
I omgivningarna runt Ozero Tjornoje växer i huvudsak blandskog. Runt Ozero Tjornoje är det ganska glesbefolkat, med 29 invånare per kvadratkilometer.